# Cerberus (genre)
Pour l’article homonyme, voir Cerberus.
Genre
Cerberus est un genre de serpents de la famille des Homalopsidae.

## Répartition
Les espèces de ce genre se rencontrent en Asie du Sud, en Asie du Sud-Est et en Océanie.

## Description
Ces serpents sont totalement aquatiques et vivent principalement dans les estuaires. Leurs nourritures est constituée de poissons et de crustacés marins.
Les mâles mesurent jusqu'à 75 cm tandis que les femelles atteignent 1 mètre de longueur. Ils sont ovovivipares.

## Liste des espèces
Selon The Reptile Database (18 décembre 2012) :
- Cerberus australis (Gray, 1842)
- Cerberus dunsoni Murphy, Voris & Karns, 2012
- Cerberus microlepis Boulenger, 1896
- Cerberus rynchops (Schneider, 1799)
- Cerberus schneiderii (Schlegel, 1837)

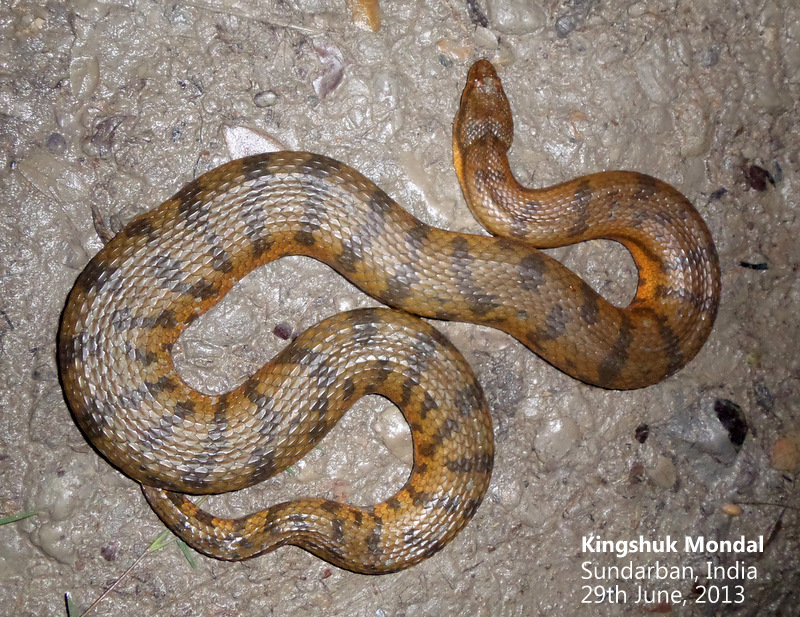
Cerberus rynchops
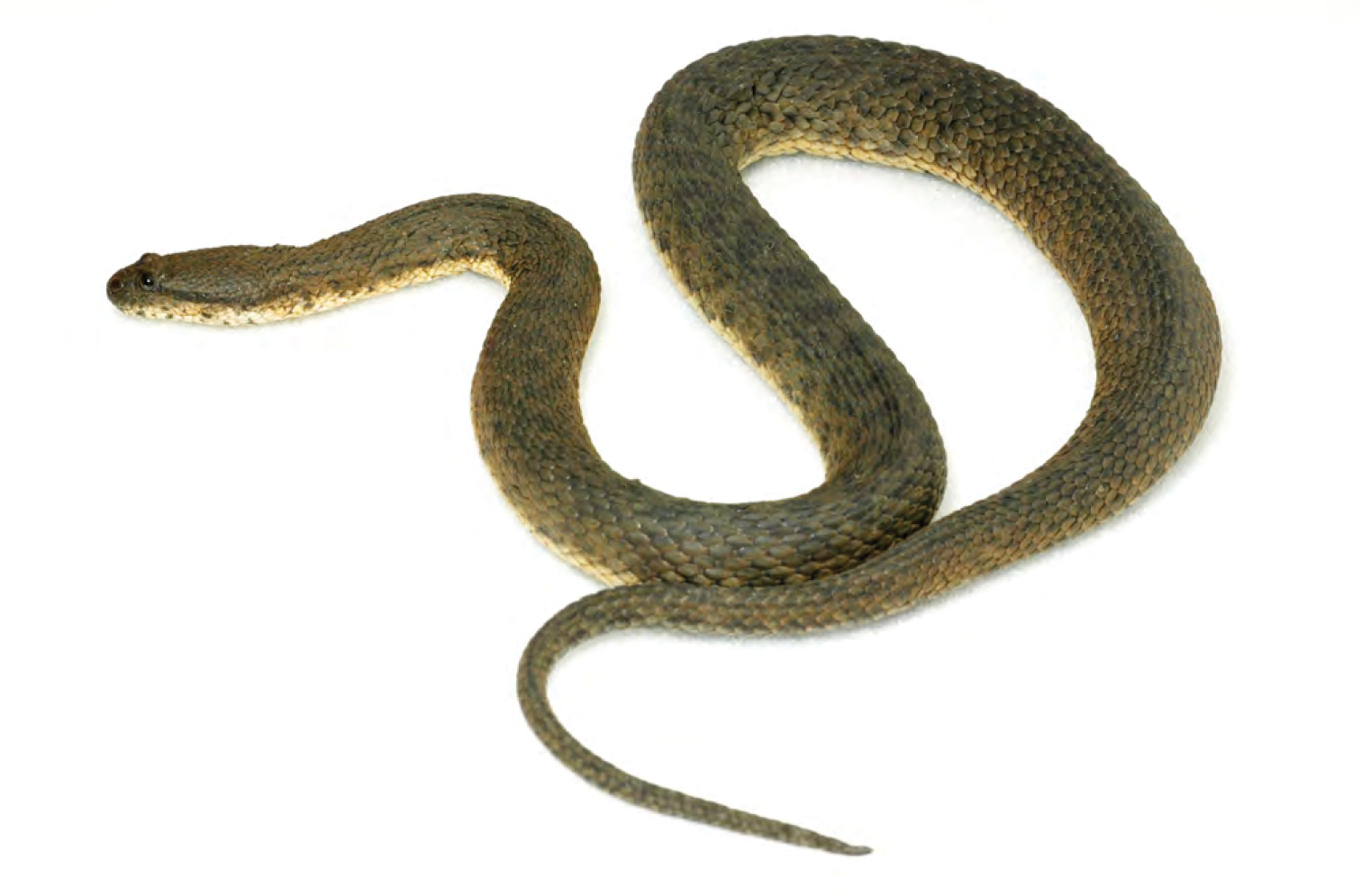
Cerberus schneiderii

## Publication originale
- Cuvier, 1829 : Le Règne Animal Distribué, d'après son Organisation, pour servir de base à l'Histoire naturelle des Animaux et d'introduction à l'Anatomie Comparé. Nouvelle Edition [second edition]. Vol. 2. Les Reptiles. Déterville, Paris, p. 1-406 (texte intégral).